# Clearwater (Minnesota)
Clearwater es una ciudad ubicada en el condado de Wright en el estado estadounidense de Minnesota. En el Censo de 2010 tenía una población de 1735 habitantes y una densidad poblacional de 392,21 personas por km².

## Geografía
Clearwater se encuentra ubicada en las coordenadas 45°24′41″N 94°2′40″O / 45.41139, -94.04444. Según la Oficina del Censo de los Estados Unidos, Clearwater tiene una superficie total de 4.42 km², de la cual 4.05 km² corresponden a tierra firme y (8.43%) 0.37 km² es agua.

## Demografía
Según el censo de 2010, había 1735 personas residiendo en Clearwater. La densidad de población era de 392,21 hab./km². De los 1735 habitantes, Clearwater estaba compuesto por el 96.25% blancos, el 1.33% eran afroamericanos, el 0.52% eran amerindios, el 0.35% eran asiáticos, el 0% eran isleños del Pacífico, el 0.35% eran de otras razas y el 1.21% pertenecían a dos o más razas. Del total de la población el 3.23% eran hispanos o latinos de cualquier raza.